# Isa Bey Hajinski
Isa Bey Hajinski était un riche propriétaire azerbaïdjanais, magnat de l'industrie, philanthrope et propriétaire de tissu de kérosène à Bakou

## Biographie
Isa Bey Hajinski est né à Bakou en 1861. Il a entrepris l'étude à la maison et parlait plusieurs langues. Isa Bey était le propriétaire héréditaire de grandes propriétés foncières de son père. Dont il a découvert de vastes gisements de pétrole dans ces terres. Par cela, il a développé des activités entrepreneuriales rapides dans l'industrie pétrolière.
Après la mort d'Isa Bey Hajinski en janvier 1919, ses fils émigrent en France. Le sort de Sadikh bey et d'Ahmad bey est inconnu, à l'exception d'Ali Bey. Le plus jeune fils est retourné à Bakou après la Seconde Guerre mondiale, puis arrêté. Zibeyda khanim, 15 ans, et sa mère, Kheyransa khanim, ont vécu dans la pauvre.

## Activités caritatives
Isa Bey Hajinski, l'honorable bienfaiteur du lycée Alexander, a augmenté sa contribution de 800 à 1 000 roubles par an et aussi, en 1913, il a dépensé 1 000 roubles pour acheter un cinématographe pour l'école. C'était un phénomène rare pour les écoles de cette époque. Il a également été le premier propriétaire automobile à Bakou. En novembre de la même année, Hajinski a acheté une maison d'été à Mineralnye Vody.
Ainsi, les étudiants en mauvaise santé pourraient passer leurs vacances et se faire soigner. Isa Bey Hajinski était également un honorable protecteur de Gymnase de Bakou pour hommes. L'éducation était payée au Gymnase, mais les enfants d'une famille pauvre y avaient une éducation gratuite. Pour les activités caritatives d'Isa Bey Hajinski, il a reçu deux ordres de Saint Stanislas (du troisième et quatrième degré).